# サクラ大戦1&2
『サクラ大戦1&2』（サクラたいせん1&2）は、2006年3月9日にセガよりPlayStation Portable用ソフトとして発売されたドラマチックアドベンチャーゲーム。過去に発売された『サクラ大戦（以下「1」）』と『サクラ大戦2 〜君、死にたもうことなかれ〜（以下「2」）』のカップリング移植版である。

## 概要
PlayStation Portable向けに発売された初めての「サクラ大戦シリーズ」作品。ハードに合わせ画面幅が調整され、『1』と『2』どちらからでも始めることができる。
『1』を大幅にアレンジしたPlayStation 2用ソフト『サクラ大戦 〜熱き血潮に〜』が先行して発売されていたが、本作はミニゲームの操作説明画面などを除き、基本的にセガサターン版の内容をそのまま移植している。
ハード性能上の制約から、一部シーン（火事での背景のゆらめきや舞い散る桜の花びらなど）で動作が重くなることがある。また、UMD1枚の容量に収めるためか、オリジナル版と比較してキャラクターボイスが不明瞭で、特に『2』において顕著である。他にもUMDによるロード時間の長さがゲーム評価サイトなどで指摘されているが、後に発売されたダウンロード版はUMDによる読み込みそのものが無くなったため、この欠点が解消されている。

## スタッフ
- 原作 - 広井王子
- 脚本 - あかほりさとる
- キャラクター原案 - 藤島康介
- キャラクターデザイン - 松原秀典
- 音楽 - 田中公平

## 主題歌
「1」
OP「檄! 帝国華撃団」
作詞 - 広井王子、作曲 - 田中公平、歌 - 横山智佐 / 帝国歌劇団
ED「花咲く乙女」
作詞 - 広井王子、作曲 / 編曲 - 田中公平、歌 - 帝国歌劇団

「2」
OP「檄! 帝国華撃団（改）」
作詞 - 広井王子、作曲 - 田中公平、歌 - 横山智佐、富沢美智恵、高乃麗 / 帝国歌劇団
ED「夢のつづき」
作詞 - 広井王子、作曲 / 編曲 - 田中公平、歌 - 帝国歌劇団